# Buenos Aires (kommun i Brasilien)
Buenos Aires är en kommun i Brasilien.   Den ligger i delstaten Pernambuco, i den östra delen av landet, 1 600 km nordost om huvudstaden Brasília. Antalet invånare är 12 537. Arean är 97 kvadratkilometer.
Terrängen i Buenos Aires är platt.
Omgivningarna runt Buenos Aires är en mosaik av jordbruksmark och naturlig växtlighet. Runt Buenos Aires är det ganska tätbefolkat, med 185 invånare per kvadratkilometer.